# Beckumer Spielvereinigung 10/05 e.V.
Beckumer Spielvereinigung 10/05 e.V. é uma agremiação esportiva alemã, fundada a 1 de julho de 1929, sediada em Beckum, na Renânia do Norte-Vestfália mais conhecida por SpVgg Beckum ou BSV.

## História
O clube nasceu no fim da década de 20 de uma fusão entre VfB 1910 Beckum e SSV 1923 Beckum. A equipe permanece relativamente anônima nas séries inferiores até o fim da Segunda Guerra Mundial. Em 1945, foi dissolvido pelos aliados como todas as associações alemãs de acordo com a Diretiva n° 23. Porém, foi rapidamente reconstituído.
De 1949 a 1965, o SpVgg Beckum alcançou a terceira divisão em uma liga chamada Landesliga Westfalen que perdurou até 1956 e depois passou a se intitular Verbandsliga Wesfalen.
Em 1957 e em 1959, foi campeão da Vestfália. Na primeira vez, se classificou atrás do VfL 06 Benrath para chegar à 2. Oberliga West, uma liga situada nessa época no segundo módulo da hierarquia. Mas, o time recusou a possibilidade de subir. O vice-campeão da Vestfália, o Sportfreunde Gladbeck que o substituiu.
Rebaixado em 1965, o SpVgg Beckum esperou até 1970 para voltar à mais alta liga amadora de Vestfália, a Verbandsliga Vestfália.
Em 1978, se qualificou como um dos fundadores da Oberliga Vestfália, uma liga criada para ser o terceiro estágio da pirâmide do futebol alemão. Acabou rebaixado após uma temporada.
O SpVgg Beckum voltou à terceira divisão em 1989. Cinco anos mais tarde, ganhou o direito de permanecer na Oberliga Vestfália que se tornaria naquele momento o nível quarto, após a instauração da Regionalliga.
Em 1995, eliminou o 1. FC Köln na primeira fase da DFB Pokal após cobrança de pênaltis. O clube foi eliminado na fase seguinte ao perder por 3 a 2 para o SpVgg Unterhaching.
A equipe permaneceu no quarto nível até 2001. Depois desceu para a Verbandsliga Vestfália.
Em 2006, vence o Grupo 9 da Bezirksliga e subiu à Landesliga. Em 2010, o Beckumer Spielvereinigung chegou à Landesliga Vestfália (Grupo Mitte), o oitavo nível da hierarquia da DFB.

## Cronologia recente
| Temporada | Liga                       | Lugar | promovido/rebaixado |
| --------- | -------------------------- | ----- | ------------------- |
| 2002/03   | Kreisliga B Beckum         | 1º    | ↑                   |
| 2003/04   | Kreisliga A Beckum         | 2º    | ↑                   |
| 2004/05   | Bezirksliga Grupo 9 (VIII) | 4º    |                     |
| 2005/06   | Bezirksliga Grupo 9 (VIII) | 1º    | ↑                   |
| 2006/07   | Landesliga Grupo 5 (VII)   | 8º    |                     |
| 2007/08   | Landesliga Grupo 5 (VII)   | 6º    |                     |
| 2008/09   | Landesliga Grupo 5 (VII)   | 9º    |                     |
| 2009/10   | Landesliga Grupo 5 (VII)   | 7º    |                     |
| 2010/11   | Landesliga Grupo 5 (VII)   | 12º   |                     |
| 2011/12   | Landesliga Grupo 5 (VII)   | 10º   |                     |
| 2012/13   | Landesliga Grupo 5 (VII)   | º     |                     |